# Georgios Fotakis
Georgios Fotakis (Grieks: Γιώργος Φωτάκης) (Kalamáta, 29 oktober 1981) is een Griekse profvoetballer die uitkomt voor PAOK Saloniki.

## Clubcarrière
Fotakis speelde de eerste jaren van zijn carrière in zijn vaderland, voor PAOK Saloniki, Kallithea en Egaleo. In januari 2006 verhuisde hij naar Schotland om voor Kilmarnock te gaan spelen, maar hij kwam geen minuut in actie in de competitie. Hij keerde terug naar Griekenland in 2006 en via Larissa belandde hij in de zomer van 2009 bij PAOK Saloniki.

## Interlandcarrière
Fotakis speelde voor Griekenland onder 21 en hij kwam in actie op de Olympische Zomerspelen van 2004 in Athene. Fotakis nam met Griekenland eveneens deel aan het EK voetbal 2012 in Polen en Oekraïne, waar de ploeg van bondscoach Fernando Santos in de kwartfinales werd uitgeschakeld door Duitsland (4-2).